# Лакост (Воклюз)
Лакост (фр. Lacoste) — коммуна во французском департаменте Воклюз региона Прованс — Альпы — Лазурный Берег. Относится к кантону Бонньё.

## Географическое положение

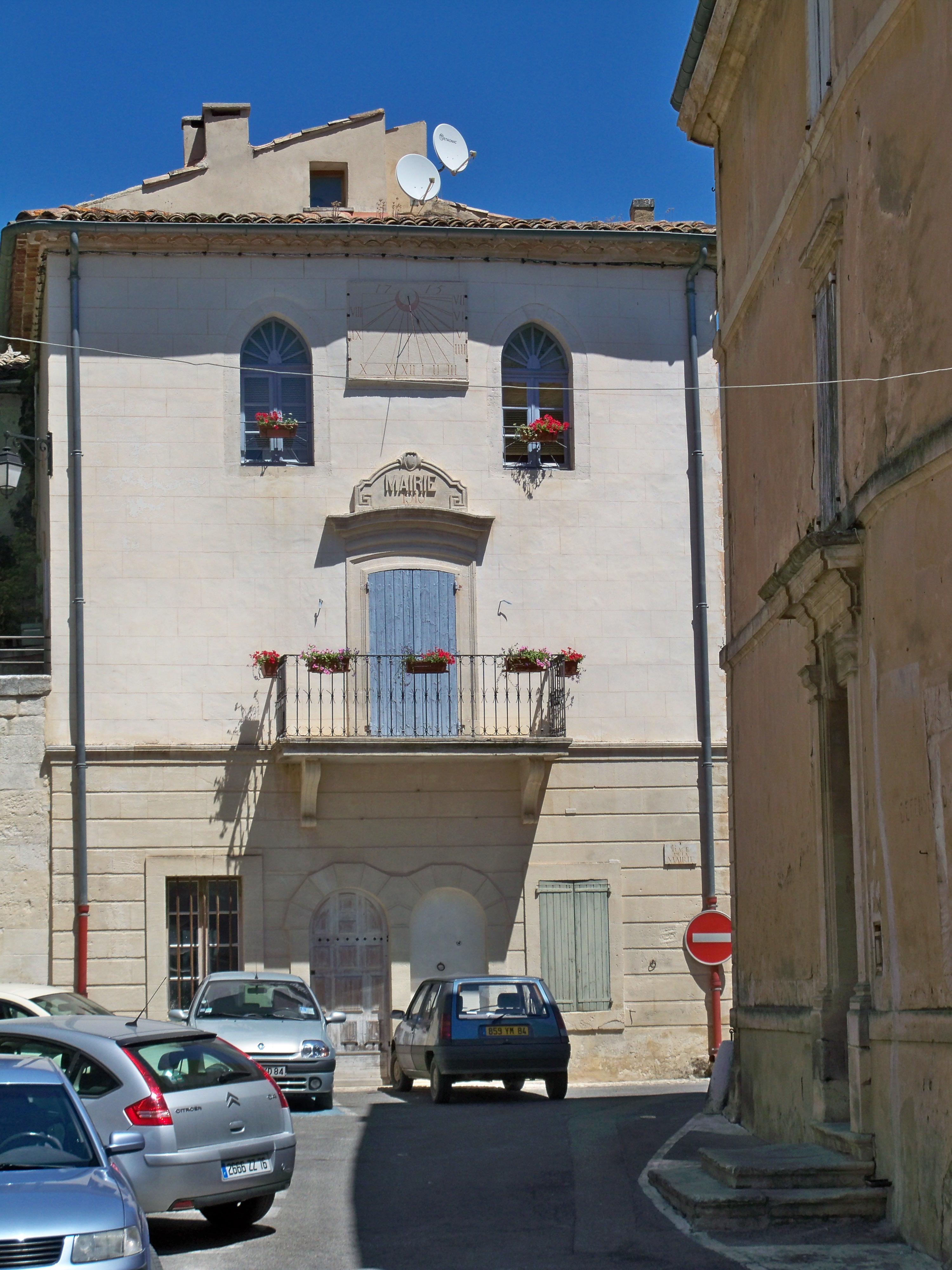
Мэрия.

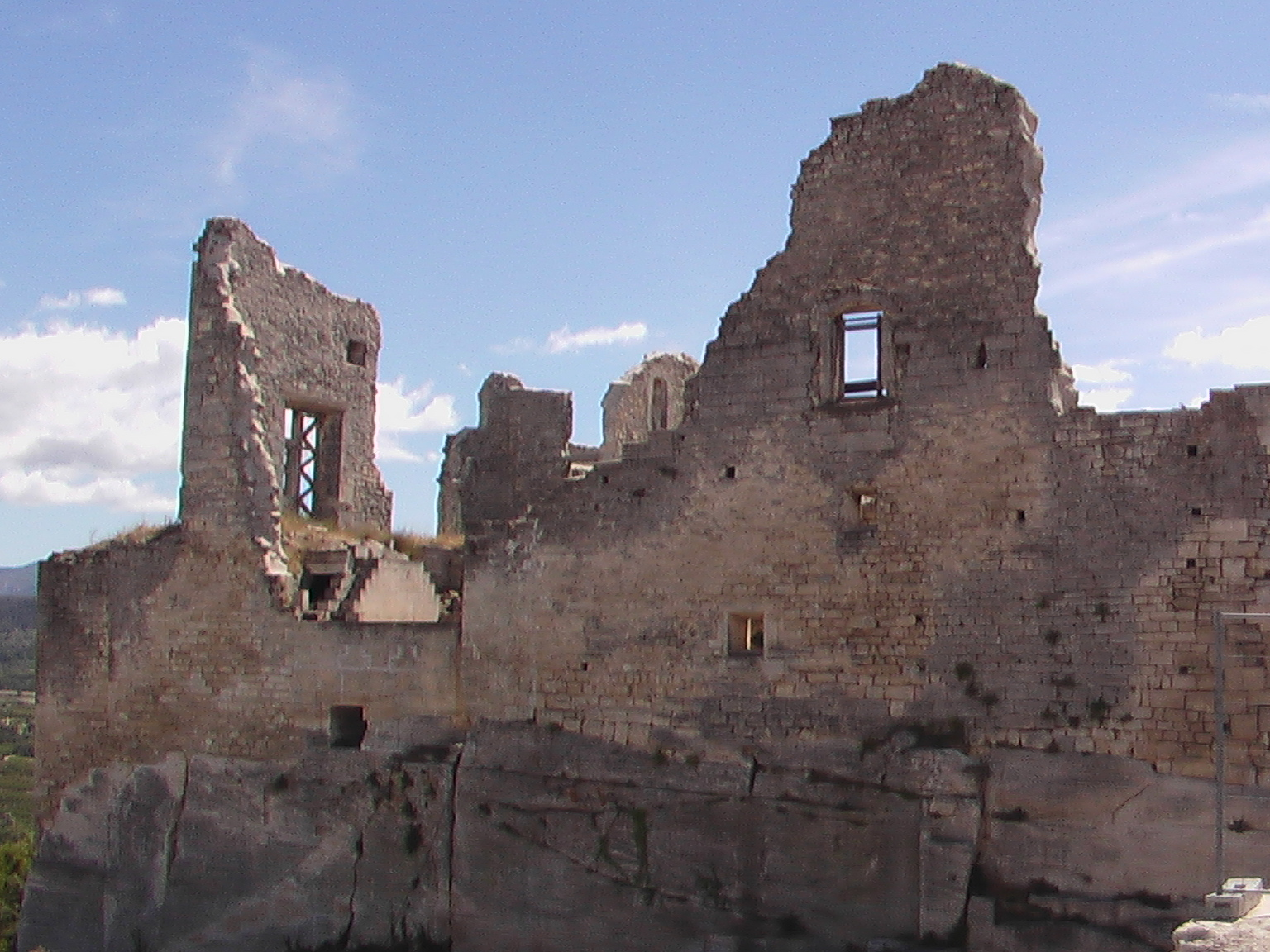
Замок Лакост.

Лакост расположен в 39 км к востоку от Авиньона. Соседние коммуны: Бонньё и Бюу на востоке, Менерб на западе, Гуль и Сен-Пантелеон на северо-западе.

## Демография
Население коммуны на 2010 год составляло 413 человек.
| 1962 | 1968 | 1975 | 1982 | 1990 | 1999 | 2010 |
| ---- | ---- | ---- | ---- | ---- | ---- | ---- |
| 278  | 300  | 277  | 309  | 402  | 404  | 413  |

## Достопримечательности
- Замок Лакост, XI век. Принадлежит Пьеру Кардену.
- Церковь XII века.
- Бывший протестантский собор, XIX века, ныне муниципальный зал.
- Кедровый лес в Малом Любероне, 207 га.